# Ipomoea falkioides
Ipomoea falkioides är en vindeväxtart som beskrevs av August Heinrich Rudolf Grisebach. Ipomoea falkioides ingår i släktet praktvindor, och familjen vindeväxter. Inga underarter finns listade i Catalogue of Life.